# Speyererhof

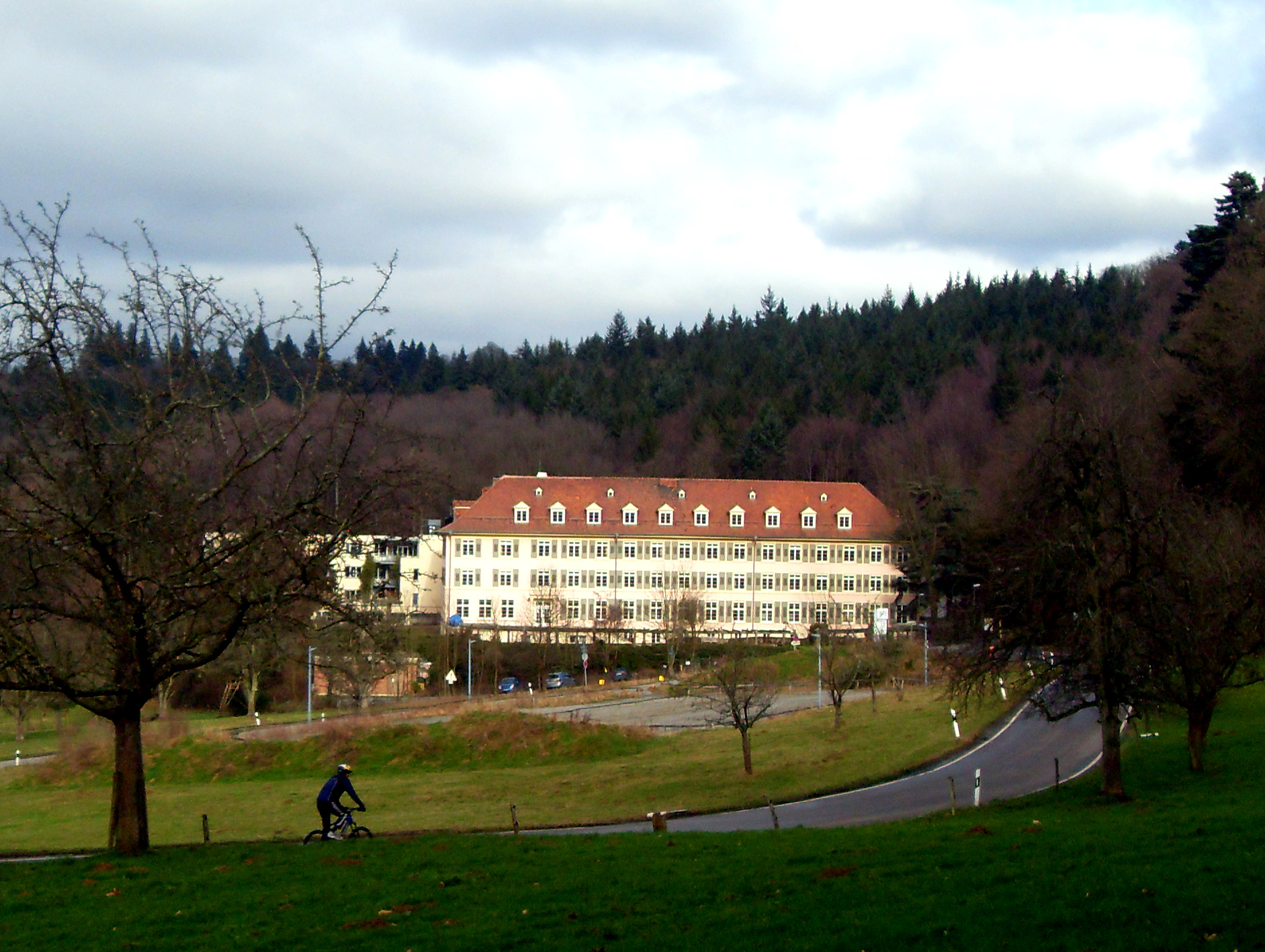
Blick von Süden auf den Speyererhof

Der Speyererhof ist ein als Wohnplatz ausgewiesenes Krankenhaus auf dem Gebiet der baden-württembergischen Großstadt Heidelberg. Das auch als Schmiederklinik bekannte Anwesen liegt isoliert auf einer Rodungsinsel südöstlich des Stadtzentrums. Von 1855 bis 1924 stand dort ein landwirtschaftlicher Betrieb mit Gastwirtschaft.

## Geographie

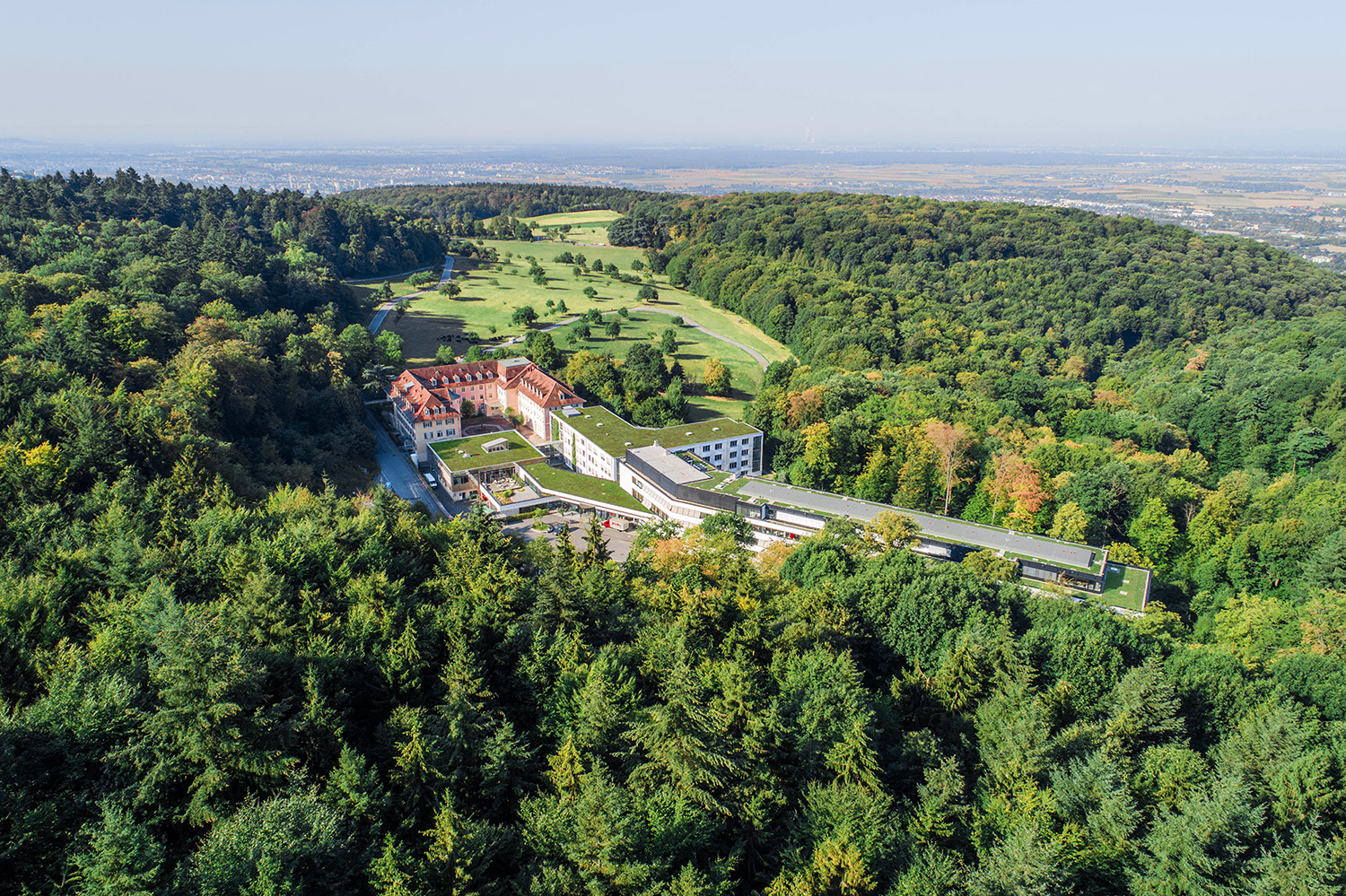
Luftbildaufnahme des Speyererhofs mit der dahinterliegenden Freifläche, Blickrichtung nach Süden.

Der Speyererhof liegt auf einer Höhe von etwa 300 Metern über NN am nördlichen Ende einer Rodungsinsel am Westhang des Königsstuhls, die im Nordwesten vom Ameisenbuckel und im äußersten Norden vom Gaisberg begrenzt wird. In der Nähe liegen das Max-Planck-Institut für Kernphysik und der Bierhelderhof im Süden sowie der Ehrenfriedhof im Südwesten. Unmittelbar westlich entspringt ein Bach, der zur Weststadt hin entwässert. Administrativ gehört der Speyererhof zum Stadtteil Altstadt.

## Geschichte
Gegründet wurde der Speyererhof 1853 auf Empfehlung der Forstbehörde und Initiative des Bürgermeisters der Stadt, Jakob Wilhelm Speyerer. Das hierfür gerodete Waldstück hatte zuvor als Allmende der Waldweide gedient. Zunächst als Neuhof bezeichnet, bürgerte sich später der Name Speyererhof ein, was den Heimatforscher Karl Christ 1908 dazu veranlasste, für Speyerershof zu plädieren, um eine Verwechslung mit der Stadt Speyer zu vermeiden. Zu diesem Zeitpunkt war der Ackerbau des Hofes aufgegeben und durch Viehhaltung auf Weiden sowie die Pflanzung von Obstbäumen ersetzt worden, zudem bestand ein Ausflugslokal nebst Fremdenpension.
Bereits zwischen 1876 und 1888 waren nicht geeignete Flächen als Arboretum wieder aufgeforstet worden. Nachdem 1919 die Landkreise Mannheim, Heidelberg, Mosbach und die Stadt Heidelberg eine gemeinsame Gesellschaft zum Bau und Betrieb eines Mittelstandssanatoriums gegründet hatten, wurde der alte Speyererhof 1924 abgerissen. Das stattdessen errichtete Sanatorium nahm am 9. August 1927 seinen Betrieb auf., erster ärztlicher Direktor wurde Albert Fraenkel. Nachdem das Krankenhaus privatisiert worden war, wurde es am 18. September 2001 als Heidelberger Standort der Schmieder-Kliniken neu eröffnet. In der Folgezeit wurde der Speyererhof mehrfach um- und ausgebaut. Die Klinik ist auf die Behandlung neurologischer Leiden spezialisiert, bietet in diesem Bereich auch Rehabilitation an und fungiert zugleich als akademisches Lehrkrankenhaus der Universität Heidelberg.

## Verkehr
Der Speyererhof liegt am Johannes-Hoops-Weg. Zufahrt ist möglich von Osten von der Altstadt, dem Schloss und der Molkenkur sowie aus der entgegengesetzten Richtung von der Weststadt über den Steigerweg.
Mit öffentlichen Verkehrsmitteln zu erreichen ist der Speyererhof aus der Innenstadt mit den Linien 39 und 39A, er besitzt eine eigene Haltestelle.